# Electra (Sofocle)
Electra sau Elektra este o tragedie antică greacă scrisă de Sofocle.
Între 415-411 î.e.n.,  Sofocle a scris Electra, reluând vechea legendă tratată de Eschil în tragedia „Orestia”. Sofocle creează o nouă Electra, dotată cu însușiri asemănătoare profilului Antigonei: curaj, hotărâre etc.. Amplasată în orașul Argos, la câțiva ani după Războiul troian, piesa relatează lupta acerbă pentru dreptate a Electrei și a fratelui ei, Oreste, pentru uciderea tatălui lor, Agamemnon, de către Clitemnestra și tatăl lor vitreg, Egist.

## Personaje
- Electra, Crisometis și Oreste, copiii lui Agamemnon și ai Clitemnestrei
- Egist, regele Argosului și al Micenei
- Clitemnestra, văduva lui Agamemnon
- Pilade, prietenul lui Oreste
- Corifeul
- Un bătrân
- Corul, alcătuit din femei tinere din Micene